# 17 maggio
Il 17 maggio è il 137º giorno del calendario gregoriano (il 138º negli anni bisestili). Mancano 228 giorni alla fine dell'anno.

## Eventi
- 547 (o 548) – Viene consacrata da Massimiano la Basilica di San Vitale a Ravenna;
- 1536 – Morte di George Boleyn, fratello di Anna Boleyn e Mary Boleyn, per decapitazione;
- 1590 – Anna di Danimarca viene incoronata regina di Scozia;
- 1642 – Paul Chomedey, signore di Maisonneuve (1612-1676), fonda Ville Marie de Montréal;
- 1656 – Francesco Corner viene eletto 101º doge della Repubblica di Venezia;
- 1673 – Louis Jolliet e Jacques Marquette iniziano l'esplorazione del fiume Mississippi;
- 1728 – Viene canonizzata da papa Benedetto XIII Santa Margherita da Cortona con l'appellativo di "Nova Magdalena";
- 1775 – Guerra d'indipendenza americana: il Congresso continentale vieta il commercio con il Canada;
- 1809 – Napoleone I ordina da Vienna l'annessione dello Stato Pontificio all'Impero francese, credendolo un'antica donazione dei re Pipino e Carlo;
- 1814
  - La Norvegia adotta la sua costituzione;
  - Occupazione del Principato di Monaco che passa di mano dalla Francia all'Austria;
- 1865 – Fondazione dell'Unione internazionale delle telecomunicazioni;
- 1875 – Il cavallo Aristides vince il primo Kentucky Derby;
- 1890 – Prima esecuzione al Teatro Costanzi di Roma di Cavalleria rusticana di Pietro Mascagni, considerata l'opera che inaugura il verismo musicale italiano;
- 1900 – Viene liberata la città di Mahikeng dopo un assedio boero durato 217 giorni;
- 1902 – L'archeologo Spyridon Stais trova il Meccanismo di Antikythera;
- 1915 – Nel Regno Unito cade l'ultimo governo del Partito Liberale guidato da Herbert Henry Asquith;
- 1919 – Il Comitato dei mille si forma per opporsi allo sciopero generale di Winnipeg;
- 1925 – Canonizzazione di Teresa di Lisieux con il nome di Santa Teresa del Bambino Gesù;
- 1928 – Si aprono ad Amsterdam i Giochi della IX Olimpiade;
- 1933 – Vidkun Quisling e Johan Bernhard Hjort fondano il Nasjonal Samling, il Partito nazional-socialista di Norvegia;
- 1940 – Seconda guerra mondiale: la Germania occupa Bruxelles;
- 1941
  - Seconda guerra mondiale: il duca Amedeo d'Aosta si arrende alle forze britanniche e abissine dopo una resistenza di un mese sull'Amba Alagi;
  - Seconda guerra mondiale: a Tirana Vasil Laçi spara contro Vittorio Emanuele III;
- 1943
  - Seconda guerra mondiale: rientrano gli aerei della RAF sopravvissuti all'Operazione Chastise;
  - L'esercito statunitense sigla un contratto con la Moore School dell'Università della Pennsylvania per sviluppare l'ENIAC;
- 1953
  - Viene inaugurato lo Stadio Olimpico di Roma con la partita di calcio Italia-Ungheria che finisce 0-3[1];
  - Viene battezzata la Loreley, relazione ferroviaria delle Deutsche Bahn tra i Paesi Bassi e la Svizzera;
- 1967 – Guerra dei sei giorni: il presidente dell'Egitto Gamal Abd el-Nasser richiede lo smantellamento della forza di emergenza delle Nazioni Unite in Israele;
- 1969 – Programma Venera: il Venera 6 sovietico inizia la discesa nell'atmosfera di Venere riuscendo a inviare dei dati prima di venire schiacciato dalla pressione;
- 1970 – Thor Heyerdahl parte dal Marocco sulla barca di papiro Ra II per attraversare l'Oceano Atlantico;
- 1972 – Il commissario capo della Questura di Milano Luigi Calabresi viene assassinato in un agguato mentre esce di casa;
- 1973
  - Al termine della commemorazione del commissario Calabresi nel primo anniversario del suo omicidio, nel palazzo della questura di Milano in Via Fatebenefratelli, il terrorista Gianfranco Bertoli lancia una bomba a mano causando quattro vittime;
  - Scandalo Watergate: iniziano le udienze nel Senato degli Stati Uniti, che verranno trasmesse in televisione;
- 1974
  - Los Angeles, la polizia fa irruzione nel quartier generale dell'Esercito di Liberazione Simbionese, uccidendo sei membri fra cui Camilla Hall;
  - 33 persone muoiono in attentati dinamitardi a Dublino e Monaghan;
- 1981 – Con il voto in un referendum abrogativo, gli italiani confermano la legge sull'aborto del 1978;
- 1983 – Libano, Israele e gli Stati Uniti d'America firmano un accordo sul ritiro israeliano dal Libano;
- 1987 – Guerra Iran-Iraq: la USS Stark viene colpita da un missile di un caccia Mirage iracheno uccidendo 37 membri dell'equipaggio e ferendone 21;
- 1990 – L'Organizzazione mondiale della sanità rimuove l'omosessualità dall'elenco delle malattie mentali; contestualmente viene istituita la Giornata mondiale contro l'omofobia, sotto proposta di Louis-Georges Tin;
- 1996 – Viene varato il governo Prodi I;
- 1997 – Lo Zaire cambia nome e diventa Repubblica Democratica del Congo;
- 1999 – Ehud Barak viene eletto primo ministro d'Israele;
- 2001 – Carlos Mortensen vince l'evento principale delle World Series of Poker, divenendo così il nuovo campione del mondo di poker[2]; Mortensen è considerato l'ultimo professionista ad aver vinto l'evento principale;
- 2003
  - A Casablanca si susseguono nella notte una serie di attentati terroristici attribuiti ad Al Qaida che causano oltre 40 vittime;
  - Si svolge in Slovacchia il referendum per l'adesione all'Unione europea al quale partecipa il 52% degli aventi diritto al voto, il 92% dei quali vota a favore dell'UE;
- 2004
  - Dopoguerra iracheno: a Baghdad un kamikaze uccide il capo del consiglio provvisorio di governo iracheno, Ezzedine Salim nato Mohammad Abdulzahra Othman;
  - Il matrimonio omosessuale diventa legale nel Massachusetts;
- 2006 – Viene varato a Roma il governo Prodi II, composto da due vicepremier, 24 ministri, nove viceministri e 68 sottosegretari;
- 2007 – Dopo oltre 50 anni riprendono i collegamenti ferroviari tra la Corea del Nord e la Corea del Sud;
- 2009
  - Dopo 25 anni di guerra civile in Sri Lanka, le Tigri Tamil si arrendono;
  - Viene creato Minecraft, il gioco ad oggi più giocato tra i giovani;
- 2017 – Subito dopo la fine di un concerto al Fox Theatre di Detroit con la sua rock band Soundgarden, il cantante Chris Cornell torna nella sua camera d'hotel, telefona alla moglie per dirle parole d'addio e si suicida impiccandosi in bagno[3].

## Nati
Ci sono circa 1 150 voci su persone nate il 17 maggio; vedi la pagina Nati il 17 maggio per un elenco descrittivo o la categoria Nati il 17 maggio per un indice alfabetico.

## Morti
Ci sono circa 510 voci su persone morte il 17 maggio; vedi la pagina Morti il 17 maggio per un elenco descrittivo o la categoria Morti il 17 maggio per un indice alfabetico.

## Feste e ricorrenze

### Civili
Internazionali:
- Giornata mondiale delle telecomunicazioni, indetta dalla Unione internazionale delle telecomunicazioni (ITU)
- Giornata internazionale contro l'omofobia, la bifobia e la transfobia
- Giornata mondiale contro l'ipertensione arteriosa[4]

Nazionali:
- Norvegia – Giorno della Costituzione

### Religiose
Cristianesimo:
- Sant'Adrione, martire di Alessandria d'Egitto
- Sant'Emiliano I di Vercelli, vescovo
- Santi Eraclio e Paolo, martiri
- Santa Giulia Salzano, fondatrice delle Suore catechiste del Sacro Cuore
- San Pasquale Baylón, francescano
- San Pietro Liu Wenyuan, catechista e martire
- Santa Restituta d'Africa, martire
- San Vittore, martire di Roma
- Beata Antonia Mesina, martire
- Beato Bernardo da Verdun, mercedario
- Beato Ivan Zjatyk, sacerdote e martire

Bahá'í:
- Festa dell'Azaamat (grandezza o splendore) - Primo giorno del quarto mese del calendario Bahá'í